# C.S.I.: Место преступления
«C.S.I.: Место преступления» (англ. CSI: Crime Scene Investigation) — американский телесериал о работе сотрудников криминалистической лаборатории Лас-Вегаса, премьера которого состоялась 6 октября 2000 года на канале CBS. В каждом отдельном эпизоде обычно рассказывается о расследовании одного-трёх преступлений, совершённых в Лас-Вегасе или его окрестностях, иногда — в других городах штата Невада.
Часто критиковавшийся как обозревателями, так и профессионалами, «C.S.I.: Место преступления» нашёл значительный успех в телевизионных рейтингах на протяжении большей части периода своей трансляции. В сезоне 2002-03, шоу возглавило годовую рейтинговую таблицу, став самой наблюдаемой программой со средней аудиторией 26 млн зрителей. На волне успеха возник так называемый Эффект CSI, суть которого заключалась в преувеличенном изображении криминалистики в телевизионных шоу и как следствие ожидание реальными людьми аналогичных методов расследования. После успеха сериала в эфир были выпущены два спин-оффа. Ими стали ныне закрытые «C.S.I.: Место преступления Майами» (2002—2012) и «C.S.I.: Место преступления Нью-Йорк» (2004—2013). В 2014 году сериал получил ещё один спин-офф, «C.S.I.: Место преступления: Киберпространство». В дополнение к этому были выпущены ряд комиксов, видеоигр и новелл, основанных на вселенной CSI. На 2014 год более семисот эпизодов франшизы CSI вышло в эфир. 13 марта 2014 года CBS продлил сериал на пятнадцатый сезон.
В мае 2015 года CBS закрыл процедурал после пятнадцати сезонов из-за спада в рейтингах. Тем не менее канал заказал съёмки финала сериала, который завершит сюжетные линии. CSI: Бессмертие (CSI: Immortality) вышел в эфир 27 сентября 2015 года и существует как в виде двух эпизодов сериала, так и в формате полуторачасового телевизионного фильма.
В 2021 году вышел сиквел сериала под названием «C.S.I.: Вегас». В первом сезоне к своим ролям вернулись Уильям Петерсон, Джорджа Фокс, Уоллес Лэнгэм и Пол Гилфойл, а во втором Марг Хелгенбергер и Эрик Шманда. Сериал был продлен на 3 сезон, первый эпизод показали 18 февраля 2024 года.

## Синопсис
Сериал не имеет единого сюжета, но в каждом сезоне есть сквозные сюжетные линии, обычно связанные с расследованием серийных убийств. Также делается акцент на личные проблемы и сложности сотрудников — семейные проблемы, психологические травмы, отношения с коллегами по работе и родственниками. В сериале особенно широко затрагивается множество сложных социальных и личных проблем, необычные человеческие увлечения и привычки, часто не поддающиеся однозначному определению и оценке.

## Создание

### Концепция
В 1990-х Энтони Зайкер написал сценарий для фильма, который, по его мнению, впоследствии можно было превратить в полноценный сериал, и послал его Джерри Брукхаймеру. Продюсеру понравилась новая концепция и он связался со студией Touchstone Pictures, которая в свою очередь пригласила представителей различных каналов, в том числе ABC, NBC и Fox, для обсуждения создания нового сериала. В итоге под крыло проект взяли CBS, разглядевшие в нём большой потенциал, а Уильям Петерсен, у которого с каналом был заключён контракт по принципу «снимайся-или-плати», изъявил желание поучаствовать в съёмках пилотного эпизода. Отснятый материал настолько понравился CBS, что они тут же заказали новый сезон и включили его в свою сеть вещания. Новый сериал транслировался сразу после показа эпизодов сериала «Беглец: Погоня продолжается» в надежде привлечь аудиторию последнего к просмотру CSI. Тем не менее к концу 2000 года рейтинги показали, что CSI смотрит гораздо больше зрителей, чем «Беглеца».

### Производство
Производством CSI занимались студии Jerry Bruckheimer Television и CBS Productions (осенью 2006 переименованная в CBS Paramount Television, а ещё три года спустя — в CBS Television Studios). Ранее в производстве также участвовали ныне несуществующая медиакомпания Alliance Atlantis Communication (AAC), впоследствии её заменила инвестиционная компания GS Capital Partners. Также CBS приобрела у AAC права на международную дистрибуцию, хотя в целом распространители DVD-изданий вне территории США остались теми же (например, Momentum Pictures всё ещё владели правами на издание CSI на DVD в Великобритании). С 14 января 2011 года сериал регулярно транслируется в повторе на кабельных каналах Spike и TVLands.

### Места съёмок
CSI снимали в Санта-Кларите (Калифорния) в корпоративном кампусе, принадлежащем Lockheed Martin, однако после завершения производства 11 эпизода съёмки переместились в помещения Santa Clarita Studios, изначально выбранные для воссоздания окрестностей Лас-Вегаса. 

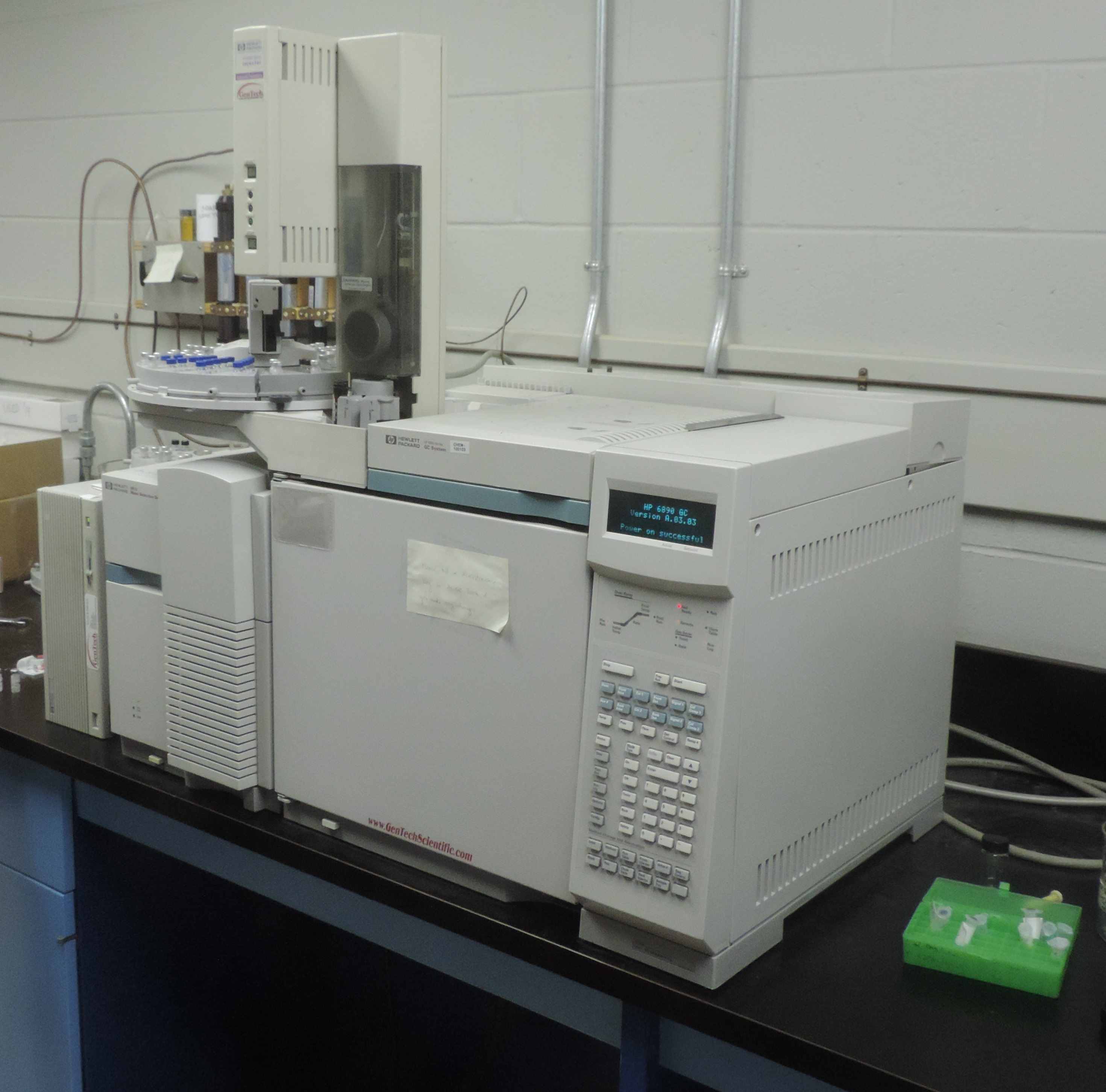
Газовый хроматограф HP 6890, соединенный с масс-спектрометром EI — реквизит в сериале CSI. После съёмок был продан на eBay химического факультета Университета Далхаузи и с 2016 года прибор используется в аналитической лаборатории бакалавриата студентами третьего курса аналитической химии.

Несмотря на то, что в основном в Лас-Вегасе снимались панорамы города и внешний вид улиц, съёмки некоторых эпизодов также проходили там (например, согласно бонусным материалам к DVD-изданию четвёртого сезона, в Лас-Вегасе, в специальном арендованном помещении, воссоздавали готическую клубную сцену для эпизода «Засранцы».
В число других мест съёмок также входили здания средней школы Ведмунд-Хилла, мэрии города Пасадина и Калифорнийского университета. Несмотря на то. что основные съёмки впоследствии переместились в помещения Universal Studios, многие моменты всё равно были сняты в Санта-Кларите, архитектура которой отлично подходила для наружных съёмок.

### Музыка
Главная тема сериала — песня «Who Are You», которую написал Пит Таунсенд, а исполнил вокалист группы The Who Роджер Долтри. Сам Долтри появился в эпизоде седьмого сезона «Живая легенда», содержащий множество музыкальных отсылок, например, слова «Who's next» на доске в начале эпизода.
В некоторых странах, чтобы избежать выплаты лицензионных отчислений, вместо «Who Are You" использовали уникальные темы.
Музыка играла важную роль в сериале, а известные музыканты часто снимались в эпизодических ролях. Оззи Осборн, The Wallflowers, Джон Майер и Эйкон (вместе с Оби Трайсом) выступали в эпизодах «Skin in the Game», «The Accused Is Entitled», «Built to Kill, Part 1» и «Poppin' Tags» соответственно.
Mogwai, Radiohead и Cocteau Twins часто звучали в сценах, где демонстрировали процедуры судебно-медицинской экспертизы. Треки Rammstein и Linkin Park активно использовали в сюжетной линии леди Хизер. Sigur Rós можно услышать на заднем плане в эпизоде «Slaves of Las Vegas», The Turtles в «Grave Danger», а Мэрилин Мэнсон в «Suckers».
Кавер-версия песни Tears for Fears "Mad World» в аранжировке Майкла Эндрюса и с вокалом Гэри Джулса была использована в пилотном эпизоде и в трех эпизодах шестого сезона («Room Service», «Killer» и «Way to Go»). Индустриальная рок-группа Nine Inch Nails также неоднократно звучала на протяжении этих трёх серий.
Один из эпизодов начался с исполнения The Velvet Underground песни «Sweet Jane», а закончился кавером песни группой Cowboy Junkies. Победы персонажа Дэвида Ходжеса иногда сопровождала песня Electric Light Orchestra «Mr. Blue Sky». Впервые эта песня была использована в эпизоде седьмого сезона «Lab Rats», а в последний раз — в эпизоде десятого сезона «Field Mice».
Несколько песен группы New Order использовались в отдельных сезонах. Их хит «Crystal» стал третьим треком официального саундтрека (CSI: The Soundtrack), рекламируемом на DVD со специальными возможностями первого сезона. Песня «Someone Like You» с того же альбома, что и «Crystal», играет в эпизоде 8-го сезона.
Песни с альбома Home Video: «Blimp Mason», «We» и «Melon» — также появились в сериале.

### Спин-оффы и сиквелы

#### Франшиза CSI
В 2002 году телеканал CBS выпустил спин-офф «C.S.I.: Место преступления Майами». Действие сериала происходит в Майами, штат Флорида. Главные роли исполнили Дэвид Карузо и Эмили Проктер.
В 2004 году сериал «C.S.I.: Место преступления Майами» положил начало «C.S.I.: Место преступления Нью-Йорк. Действие разворачивалось в Нью-Йорке, а в основу легла арка "Everything Is Connected", в которой снялись Гэри Синиз, Сила Уорд и Мелина Канакаредес.
В 2015 году был создан четвёртый сериал «вселенной» CSI: «CSI: Кибер» с Патрицией Аркетт и Тедом Дэнсоном в главных ролях. Он посвящён отделу ФБР по борьбе с киберпреступлениями.
Сериалы CSI существуют в одной «вселенной» с полицейскими драмами CBS «Без следа» и «Детектив Раш». По мотивам сериалов было создано несколько комиксов, видеоигр и романов.

#### CSI: The Experience
В 2006 году Музей науки и истории Форт-Уэрта разработал передвижную музейную экспозицию «CSI: The Experience». 25 мая 2007 года Музей науки и промышленности Чикаго стал первым музеем, принявшим выставку, на открытии которой выступили звёзды телесериала. Также был создан вспомогательный веб-сайт, предназначенный для людей, которые не могут посетить выставку, разработанный Центром технологий в преподавании и обучении Университета Райса и Left Brain Media. У «CSI: The Experience» есть интерактивный аттракцион в MGM Grand Las Vegas в Лас-Вегасе и Mall of America в Миннеаполисе, штат Миннесота.

#### CSI: Вегас
10 февраля 2020 года CBS объявил, что на идёт работа над возрождением сериала «C.S.I.: Место преступления». Было заявлено, что съёмки могут начаться в конце 2020 года, а Уильям Петерсен и Джорджа Фокс вернутся к своим ролям. В феврале 2021 года было объявлено, что Мэтт Лауриа, Пола Ньюсом и Мел Родригес присоединились к актёрскому составу. 31 марта 2021 года объявили, что Мандип Дхиллон присоединился к актерскому составу, а Уоллес Лэнгхэм вернётся к своей роли. В мае 2021 года было объявлено, что Джейми Макшейн присоединился к актёрскому составу в повторяющейся роли, а Пол Гилфойл снова сыграет Джима Брасса.

## В ролях
| Актёр             | Персонаж                      | Должность                                                    | Сезон        | Сезон        | Сезон        | Сезон        | Сезон        | Сезон        | Сезон        | Сезон        | Сезон        | Сезон        | Сезон        | Сезон        | Сезон     | Сезон     | Сезон     | Сезон        |
| Актёр             | Персонаж                      | Должность                                                    | 1            | 2            | 3            | 4            | 5            | 6            | 7            | 8            | 9            | 10           | 11           | 12           | 13        | 14        | 15        | Финал        |
| ----------------- | ----------------------------- | ------------------------------------------------------------ | ------------ | ------------ | ------------ | ------------ | ------------ | ------------ | ------------ | ------------ | ------------ | ------------ | ------------ | ------------ | --------- | --------- | --------- | ------------ |
| Уильям Петерсон   | Доктор Гилберт «Гил» Гриссом  | CSI Уровень 3, руководитель                                  | Постоянно    | Постоянно    | Постоянно    | Постоянно    | Постоянно    | Постоянно    | Постоянно    | Постоянно    | Постоянно    |              | Гость        |              | Голос     |           |           | Главная роль |
| Марг Хелгенбергер | Кэтрин Уиллоус                | CSI Уровень 3, зам.руководителя, руководитель (сезоны 10-11) | Постоянно    | Постоянно    | Постоянно    | Постоянно    | Постоянно    | Постоянно    | Постоянно    | Постоянно    | Постоянно    | Постоянно    | Постоянно    | Постоянно    |           | Гость     |           | Главная роль |
| Гэри Дурдан       | Уоррик Браун                  | CSI Уровень 3                                                | Постоянно    | Постоянно    | Постоянно    | Постоянно    | Постоянно    | Постоянно    | Постоянно    | Постоянно    |              |              |              |              |           |           |           |              |
| Джордж Идс        | Николас «Ник» Стоукс          | CSI Уровень 3, зам. руководителя (сезоны 10-11)              | Постоянно    | Постоянно    | Постоянно    | Постоянно    | Постоянно    | Постоянно    | Постоянно    | Постоянно    | Постоянно    | Постоянно    | Постоянно    | Постоянно    | Постоянно | Постоянно | Постоянно |              |
| Пол Гилфойл       | Джим Брасс                    | Главный детектив                                             | Постоянно    | Постоянно    | Постоянно    | Постоянно    | Постоянно    | Постоянно    | Постоянно    | Постоянно    | Постоянно    | Постоянно    | Постоянно    | Постоянно    | Постоянно | Постоянно |           | Гость        |
| Джорджа Фокс      | Сара Сайдл                    | CSI Уровень 3                                                | Постоянно    | Постоянно    | Постоянно    | Постоянно    | Постоянно    | Постоянно    | Постоянно    | Постоянно    | Периодически | Периодически | Постоянно    | Постоянно    | Постоянно | Постоянно | Постоянно | Главная роль |
| Эрик Шманда       | Грэг Сандерс                  | CSI Уровень 3                                                | Периодически | Периодически | Постоянно    | Постоянно    | Постоянно    | Постоянно    | Постоянно    | Постоянно    | Постоянно    | Постоянно    | Постоянно    | Постоянно    | Постоянно | Постоянно | Постоянно | Главная роль |
| Роберт Дэвид Холл | Доктор Альберт «Эл» Роббинс   | Главный коронер                                              | Периодически | Периодически | Постоянно    | Постоянно    | Постоянно    | Постоянно    | Постоянно    | Постоянно    | Постоянно    | Постоянно    | Постоянно    | Постоянно    | Постоянно | Постоянно | Постоянно | Главная роль |
| Дэвид Берман      | Дэвид Филлипс                 | Ассистент коронера                                           | Периодически | Периодически | Периодически | Периодически | Периодически | Периодически | Периодически | Периодически | Периодически | Постоянно    | Постоянно    | Постоянно    | Постоянно | Постоянно | Постоянно | Главная роль |
| Уоллес Лэнгэм     | Дэвид Ходжес                  | Трассолог, химик                                             |              |              | Периодически | Периодически | Периодически | Периодически | Периодически | Постоянно    | Постоянно    | Постоянно    | Постоянно    | Постоянно    | Постоянно | Постоянно | Постоянно | Главная роль |
| Луиза Ломбард     | София Кёртис                  | Заместитель шерифа                                           |              |              |              |              | Периодически | Периодически | Постоянно    | Гость        |              |              | Гость        |              |           |           |           |              |
| Джон Уэллнер      | Генри Эндрюс                  | Токсиколог, ДНК-специалист                                   |              |              |              |              | Периодически | Периодически | Периодически | Периодически | Периодически | Периодически | Периодически | Периодически | Постоянно | Постоянно | Постоянно | Главная роль |
| Лиз Вэсси         | Уэнди Симмс                   | ДНК-специалист                                               |              |              |              |              |              | Периодически | Периодически | Периодически | Периодически | Постоянно    | Гость        |              |           |           |           |              |
| Лорен Ли Смит     | Райли Адамс                   | CSI Уровень 2                                                |              |              |              |              |              |              |              |              | Постоянно    |              |              |              |           |           |           |              |
| Лоренс Фишберн    | Доктор Рэймонд «Рэй» Лэнгстон | CSI Уровень 2                                                |              |              |              |              |              |              |              |              | Постоянно    | Постоянно    | Постоянно    |              |           |           |           |              |
| Элизабет Арнуа    | Морган Броуди                 | CSI Уровень 3                                                |              |              |              |              |              |              |              |              |              |              | Гость        | Постоянно    | Постоянно | Постоянно | Постоянно | Главная роль |
| Тед Дэнсон        | Д.Б. Расселл                  | CSI Уровень 3, руководитель                                  |              |              |              |              |              |              |              |              |              |              |              | Постоянно    | Постоянно | Постоянно | Постоянно | Главная роль |
| Элизабет Шу       | Джули Финли                   | CSI Уровень 3, зам. руководителя                             |              |              |              |              |              |              |              |              |              |              |              | Постоянно    | Постоянно | Постоянно | Постоянно |              |

## Основные персонажи
Гилберт «Гил» Гриссом (Уильям Петерсен), начальник ночной смены криминалистов.
Гриссом — уважаемый судебный энтомолог, получивший докторскую степень по биологии в Калифорнийском университете. Стал криминалистом примерно в 1985 году и покинул криминалистическую лабораторию Лас-Вегаса в 2009 году. После непродолжительной работы исследователем Гриссом становится защитником морских обитателей и воссоединяется с бывшей женой Сарой.
Кэтрин Уиллоуз (Марг Хелгенбергер), заместитель руководителя ночной смены.
Кэтрин — специалист по анализу брызг крови, которая присоединилась к команде CSI в качестве лаборанта и прошла путь до помощника руководителя, позже сменив Гриссома в качестве начальника ночной смены. Позже её понизили в должности из-за скандала в отделе, и она уехала из Лас-Вегаса, чтобы стать специальным агентом на службе в ФБР. В финале сериала вернувшаяся Уиллоуз становится директором криминалистической лаборатории, когда Сайдл покидает Лас-Вегас.
Уоррик Браун (Гэри Дурдан), криминалист III уровня.
Уоррик — аудиовидеоаналитик, уроженец Лас-Вегаса, окончивший Университет Невады в Лас-Вегасе по специальности «химия». Вылечившийся от игровой зависимости, Уоррик мастерски справляется со своей работой. После того как Брауна ложно обвинили в убийстве, а затем оправдали, его убивает коррумпированный высокопоставленный полицейский, старший шериф Джеффри Маккин. Уоррик умирает на руках у Гриссома.
Ник Стоукс (Джордж Идс), криминалист III уровня. Стоукс окончил Техасский университет A&M и поступил на службу в полицию Далласа, а затем переехал в Лас-Вегас. В пилотном эпизоде сериала был повышен до уровня CSI III, а затем стал помощником ночного супервайзера под началом Кэтрин Уиллоус. Позднее Стоукса понизили в должности, и, оставшись в Лас-Вегасе в качестве CSI III, он переезжает в Сан-Диего, где получает должность директора криминалистической лаборатории SDPD.
Сара Сайдл (Джорджа Фокс), криминалист III уровня.
Сара — аналитик материалов и элементов, изучавшая физику в Гарвардском университете. Сара перевелась из Сан-Франциско по просьбе Гриссома, за которого впоследствии выходит замуж. После развода Сару повышают до директора криминалистической лаборатории Лас-Вегаса, но позже она отказывается от этой должности, чтобы воссоединиться с бывшим мужем, Гриссомом. Кэтрин Уиллоуз сменяет её на посту директора.
Грег Сандерс (Эрик Шманда), криминалист III уровня.
Грег — специалист по ДНК, получивший образование в частной школе для одаренных учеников. Окончив Стэнфорд членом Phi Beta Kappa, Сандерс поступил на работу в полицию Лас-Вегаса после непродолжительной службы в полиции Сан-Франциско. Позже он написал книгу об истории Лас-Вегаса. Грег верит в экстрасенсорные способности и готов пожертвовать собой ради правого дела. На протяжении сериала у Сандерса несколько любовных увлечений, в 12 сезоне он проявил романтический интерес к коллеге-криминалисту Морган Броуди.
доктор Альберт «Эл» Роббинс (Роберт Дэвид Холл), главный судмедэксперт.
Роббинс — главный окружной коронер полиции Лас-Вегаса. Доктор лишился ног и пользуется протезами после того как его в подростковом возрасте сбил пьяный водитель. Роббинс редко покидает криминалистическую лабораторию, проводя вскрытия и направляет образцы на судебно-медицинскую экспертизу. Он женат, у него трое детей. Доктор крепко сдружился с Гилом Гриссомом и Рэймондом Лэнгстоном.
Дэвид Филлипс (Дэвид Берман), ассистент коронера.
Дэвид, известный как «Дэвид БерманСупер Дэйв», — помощник судмедэксперта Эла Роббинса. Прозвище Дэвид получил, когда спас жизнь жертве во время вскрытия. В начале сериала коллеги дразнят его за отсутствие социального опыта, но позже он женится и заводит ребёнка. Дэвид очень близко дружит со своим наставником Роббинсом.
Джим Брасс (Пол Гилфойл), капитан полиции Лас-Вегаса, детектив убойного отдела.
Изначально Брасс был начальником группы криминалистов, но потерял эту должность, когда новичка-криминалиста Холли Гриббс убили в её первый рабочий день. После этого Брасс получает должность детектива отдела убийств и работает в связке с криминалистами, проводя большую часть арестов и допросов подозреваемых. Позже Брасс уходит из полиции, чтобы сосредоточиться на дочери, и устраивается начальником службы безопасности в казино Кэтрин Уиллоуз «The Eclipse».
София Кертис (Луиза Ломбард), заместитель начальника полиции Лас-Вегаса.
София — криминалист, ставшая помощником начальника ночной смены после понижения с должности начальника по приказу Конрада Экли. Позднее она становится детективом, работая вместе с Брассом, и, быстро поднявшись по карьерной лестнице, занимает пост заместителя начальника полиции Лас-Вегаса. У неё завязывается крепкая дружба с Гриссомом.
Дэвид Ходжес (Уоллес Лэнгэм), техник-трассолог и химик.
Ходжес — лаборант, получивший степень бакалавра в колледже Уильямса. Ранее он работал в криминалистической лаборатории полиции Лос-Анджелеса, где, по мнению начальства, у него были проблемы с поведением. Ходжес обладает сверхъестественным обонянием и способен определить многие ключевые химические соединения только по запаху. Хотя на протяжении всего сериала Ходжес был одиночкой, он установил тесную связь с Морган Броуди.
Венди Симмс (Лиз Вэсси), техник ДНК.
Симмс работала в Сан-Франциско, а затем переехала в Лас-Вегас, чтобы занять место техника ДНК, оставшееся вакантным после Сандерса. Ходжес жалуется, что она считает себя «слишком крутой» для лаборатории, поскольку, как и Сандерс, хочет работать в полевых условиях. Позже у них с Ходжесом были непродолжительные отношения. Затем Симмс становится криминалистом в Портленде, чтобы быть ближе к сестре.
Генри Эндрюс (Джон Уэллнер), специалист по ДНК и токсикологии.
Генри — специалист по токсикологии в лаборатории криминалистики Лас-Вегаса, который позже переквалифицируется в специалиста по ДНК, заменив Симмс. Эндрюс крепко привязан ко всем лабораторным сотрудникам, но особенно к Ходжесу, с которым у него были сложные отношения, в которых смешались дружба и соперничество.
Райли Адамс (Лорен Ли Смит), криминалист второго уровня.
Адамс — бывший офицер полиции Сент-Луиса, которая пришла в правоохранительные органы, чтобы восстать против своих родителей-психиатров. Поначалу она хорошо вписалась в команду, но после ухода Гриссома это прекратилось. Недовольная руководством Уиллоуз, она уезжает из Лас-Вегаса, оставив на выходе разоблачительное интервью с критикой лидерских качества Кэтрин.
доктор Рэймонд «Рэй» Лэнгстон (Лоуренс Фишберн), криминалист II уровня.
Лэнгстон знакомится с командой CSI в ходе расследования убийства и поступает на работу в криминалистическую лабораторию Лас-Вегаса в качестве криминалиста I уровня. Работая под руководством Уиллоуз, Лэнгстон беспокоится о своей генетической предрасположенности к преступлениям. Лэнгстон убивает серийного убийцу Нейта Хаскелла, спасая бывшую жену, которую Хаскелл похитил, пытал и насиловал. Капитан Брасс, увидев состояние бывшей жены Лэнгстона, добивается, чтобы смерть Хаскелла была признана оправданным убийством в результате самообороны. Лэнгстон уходит в отставку, чтобы ухаживать за травмированной бывшей женой.
Д. Б. Рассел (Тед Дэнсон), руководитель ночной смены CSI и директор криминалистической лаборатории Лас-Вегаса.
Рассел — опытный ботаник и криминалист. Ранее он работал директором криминалистической лаборатории в Вашингтоне, но после скандала с Лэнгстоном Рассела нанимают, чтобы навести порядок в Лас-Вегасе. Рассел становится директором криминалистической лаборатории Лас-Вегаса и занимает должность до своего ухода после событий «Бессмертия», когда его сменяет Уиллоуз. Он женат, у него четверо детей и внучка.
Морган Броуди (Элизабет Арнуа), криминалист III уровня.
Броуди — бывший сотрудник полиции Лос-Анджелеса и опытный следователь. Она присоединяется к подразделению криминалистов полиции Лас-Вегаса после скандала с Нейтом Хаскеллом. Броуди — дочь шерифа Конрада Экли, с которым у нее сложные отношения. Броуди часто работает в паре с Сандерсом, а Ходжеса она называет «лучшим другом».
Джули Финли (Элизабет Шу), заместитель руководителя криминалистов ночной смены.
Финли, известная как «Финн» или «Джулс», — специалист по брызгам крови, работавшая на Рассела в Сиэтле и которую он просит присоединиться к новой команде. Финли нанимают на работу после ухода Уиллоуз, и она выступает в контрастной роли к спокойному стилю управления Д. Б. Рассела. Позже на неё нападает убийца из Гиг-Харбора и оставляет в багажнике автомобиля. Финли впадает в кому и вскоре умирает от полученных травм.

## Эпизоды
| Сезон | Сезон | Эпизоды | Оригинальная дата показа | Оригинальная дата показа |
| Сезон | Сезон | Эпизоды | Премьера сезона          | Финал сезона             |
| ----- | ----- | ------- | ------------------------ | ------------------------ |
|       | 1     | 23      | 6 октября 2000           | 17 мая 2001              |
|       | 2     | 23      | 27 сентября 2001         | 16 мая 2002              |
|       | 3     | 23      | 26 сентября 2002         | 15 мая 2003              |
|       | 4     | 23      | 25 сентября 2003         | 20 мая 2004              |
|       | 5     | 25      | 23 сентября 2004         | 19 мая 2005              |
|       | 6     | 24      | 22 сентября 2005         | 18 мая 2006              |
|       | 7     | 24      | 21 сентября 2006         | 17 мая 2007              |
|       | 8     | 17      | 27 сентября 2007         | 15 мая 2008              |
|       | 9     | 24      | 9 октября 2008           | 14 мая 2009              |
|       | 10    | 23      | 24 сентября 2009         | 20 мая 2010              |
|       | 11    | 22      | 23 сентября 2010         | 12 мая 2011              |
|       | 12    | 22      | 21 сентября 2011         | 9 мая 2012               |
|       | 13    | 22      | 26 сентября 2012         | 15 мая 2013              |
|       | 14    | 22      | 25 сентября 2013         | 7 мая 2014               |
|       | 15    | 18      | 28 сентября 2014         | 15 февраля 2015          |
|       | Финал | 2       | 27 сентября 2015         | 27 сентября 2015         |